# 2S31

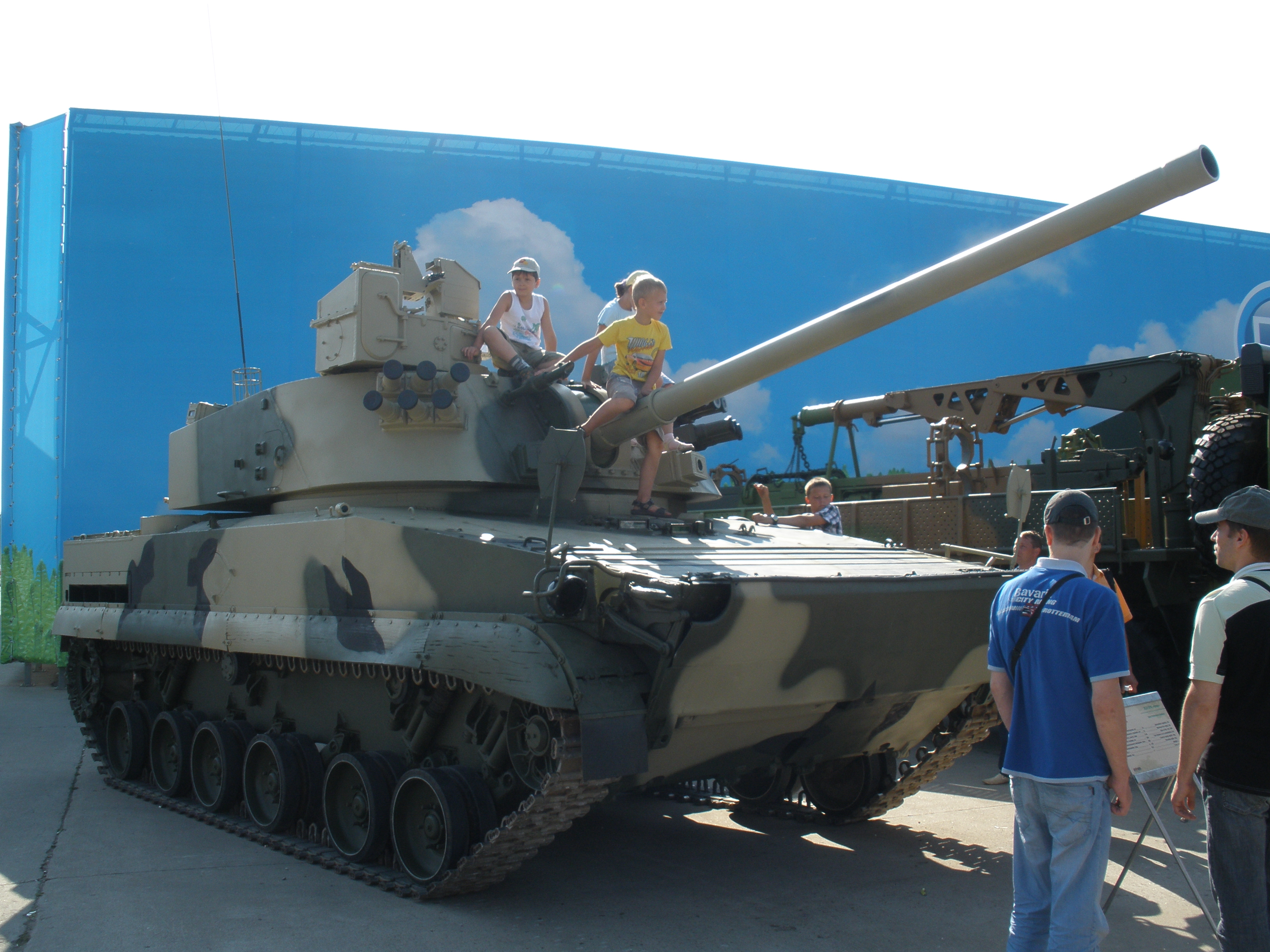
2S31 Vena

2S31  (hay Vena, tiếng Nga: 2С31, Вена) là một tổ hợp súng cối tự hành 120 mm của Nga. Mã định danh GRAU của tổ hợp này là "2S31". Đây là tổ hợp pháo tự hành mới nhất do Nga thiết kế vào năm 1996 trên cơ sở khung gầm xe chiến đấu bộ binh BMP-3 để biên chế cho các đơn vị bộ binh cơ giới cấp tiểu đoàn có sử dụng xe hỗ trợ hỏa lực BMP-3. Hiện pháo tự hành 2S31 chủ yếu đem chào bán xuất khẩu chứ chưa được trang bị trong lục quân Nga.
2S31 có một khẩu pháo/cối 120 mm 2A60 Nona đặt trên khung gầm của xe chiến đấu bộ binh BMP-3. Nó được phát triển bởi Liên hiệp cổ phần "Nhà máy Motovilikha" (tiếng Nga: ОАО "Мотовилихинские заводы").
Xe có thiết kế khoang chứa động cơ và truyền động ở phía sau, khoang lái ở chính giữa phần mũi xe, kế tới là khoang chiến đấu chứa đạn dược ở giữa thân ngay phía dưới tháp pháo. Thân xe và tháp pháo được bọc giáp hàn khối chống được đạn nhọn và mảnh đạn pháo. Kíp xe gồm 4 người: trưởng xe, lái xe, pháo thủ và nạp đạn.
Vena được trang bị hệ thống điều khiển hỏa lực hiện đại. Pháo thủ vận hành một kính ngắm tiềm vọng và một kính ngắm dùng riêng khi bắn thẳng. Vị trí của trưởng xe được bố trí trong tháp pháo nhỏ ngay bên phải pháo chính với góc xoay ngang của tháp pháo nhỏ tới 90º giúp tăng thị trường quan sát. Từ vị trí của mình, trưởng xe dùng kính quan sát riêng và thiết bị phân công xạ kích mục tiêu cho pháo thủ. Hệ thống điều khiển hỏa lực còn tích hợp khả năng dẫn đường và định vị trên bản đồ điện tử.
Xe 2S31 được trang bị pháo nòng xoắn 2A80 cỡ 120-mm vốn được phát triển từ pháo 2A51 lắp cho loại pháo tự hành 2S9. Pháo có hệ thống khóa bán tự động, bộ giảm giật và cơ cấu nâng hạ nòng pháo. Điểm khác biệt chính của pháo 2A80 so với thế hệ pháo trước nó là nòng dài hơn, cho phép bắn xa hơn khi sử dụng các loại đạn dùng cho pháo 2A51. Pháo Vena còn có bộ trợ nạp đạn pháo và thổi khói thuốc súng bằng khí nén. Pháo chính có góc nâng từ tà âm 4º tới tà dương 80º đồng bộ với hệ thống kính ngắm và hiệu chỉnh đường đạn tự động. Khi xoay, pháo chính xoay đồng bộ cùng tháp pháo.
Pháo tự hành 2S31 có thể nạp đạn thủ công từ cửa mở bọc giáp phía phải thành xe hoặc nạp đạn cơ khí từ cơ số đạn mang theo tới 70 viên gồm các loại đạn nổ mạnh phá mảnh OF-49, OF-51 cỡ 120-mm dùng chung với pháo 2A51. Những loại đạn này được xem là có hiệu quả sát thương tương đương với đạn của các loại pháo có cỡ nòng lớn hơn như 152-mm và 155-mm. Pháo 2A80 cũng có thể sử dụng loại đạn pháo phản lực OF50 với đầu nổ mạnh phá mảnh hoặc đầu nổ liều lõm xuyên giáp dày tới 650mm ở khoảng cách 1.000m, hoặc bắn đạn phát tán mìn cỡ 120mm theo chuẩn Nga hay của các nước NATO, hoặc bắn đạn pháo có điều khiển bằng lade Kitolov-2M.
Ngoài pháo chính, xe 2S31 còn được trang bị súng máy PKT 7.62-mm lắp ở vị trí trưởng xe, dùng để diệt bộ binh hoặc máy bay bay thấp, có khả năng bắn 500-600 viên/phút.
2S31 được lắp 2 khối lựu đạn khói ngụy trang 81mm ở phía trước của tháp pháo, có thể tự động phóng đạn tạo màn khói ngụy trang khi xe bị chiếu ngắm la-de.
Xe được thiết kế trên khung gầm xe chiến đấu bộ binh bọc thép BMP-3, có động cơ diesel 12 xi-lanh hình chữ V, làm mát bằng chất lỏng kiểu UTD-29, công suất tối đa 500 mã lực. Xe được lắp bộ truyền động thủy tĩnh với bộ điều tiết công suất khi chạy động cơ phụt nước trong chế độ bơi.
Xe có bánh xích dẫn động nằm ở phía sau và lắp bộ giảm chấn thủy khí riêng rẽ cho từng bánh lăn chịu lực trong số 6 chiếc bánh lăn đúp chạy dọc mỗi hàng xích. Ngoài ra, các cặp bánh lăn số 1, số 2 và cuối cùng còn được gắn thêm một bộ giảm xóc trợ lực. Xích xe có khổ nhỏ với mắt xích gắn guốc nhựa tổng hợp và có bộ cảm biến căng xích giúp vận hành thiết bị tăng xích cơ điện tử theo lệnh từ buồng lái.
Nhờ kế thừa toàn bộ tính năng việt dã siêu hạng của BMP-3, 2S31 vận hành rất tốt trên mọi địa hình. Nó có thể lao dốc tới 60 độ, vượt chướng ngại thẳng đứng cao 0,8m và vượt hào rộng 2,5m. Ngoài ra, nó có khả năng lội nước rất tốt với tốc độ 10 km/h nhờ 2 động cơ phụt.
2S31 được trang bị hệ thống liên lạc hiện đại, thiết bị phòng vệ xạ - sinh - hóa và dập cháy tự động. Xe được trang bị hệ thống định vị và dẫn đường trên bản đồ điện tử, đồng thời có kính hồng ngoại để chạy đêm.
Khoang chiến đấu kèm tháp pháo của xe không chỉ phù hợp với khung gầm xe BMP-3 mà còn có thể lắp trên khung gầm xe bọc thép chở quân bánh hơi BTR-80.

## Thông số kỹ thuật cơ bản
- Kíp chiến đấu (người): 4
- Kích thước và trọng lượng:
  - Tổng trọng lượng chiến đấu (tấn): 19,5
  - Chiều dài khung xe (mm): 6.750
  - Chiều dài tổng thể (mm): 7.400
  - Chiều rộng tổng thể (mm): 3.150
- Vũ khí:
  - Pháo chính: nòng xoắn kiểu 2A80 cỡ 120-mm
  - Súng máy 7.62-mm
  - Phương vị (độ):360
  - Góc tà (độ): - 4 tới + 80
  - Tốc độ bắn (phát/phút): 8 - 10
- Cơ số đạn (viên):
  - Pháo chính: 70
  - Súng máy: 500
  - Trọng lượng đạn (kg): 17,3
- Sơ tốc đầu nòng (m/s): 560
- Tầm bắn (km): 7,2 - 13,0
- Công suất động cơ (mã lực): 500
- Tốc độ tối đa trên đường nhựa (km/h): 70
- Bơi (km/h): 10
- Dự trữ hành trình (km): 600
- Khả năng vượt chướng ngại:
  - Leo dốc (độ): 60
  - Vượt tường cao (m): 0,8
  - Vượt hào (m): 2,5
- Giá bán ước tính: US$ 2.000.000